# Hans-Peter Friedländer
Hans-Peter Friedländer (Berlino, 6 novembre 1920 – 15 luglio 1999) è stato un calciatore svizzero, di ruolo attaccante.

## Carriera
Fu capocannoniere del campionato svizzero nel 1945, nel 1946 e nel 1951.

## Palmarès

### Club

#### Competizioni nazionali
- Campionato svizzero: 3

Grasshoppers: 1942-1943, 1944-1945
Losanna: 1950-1951
- Coppa Svizzera: 3

Grasshoppers: 1942-1943, 1945-1946
Losanna: 1949-1950

### Individuale
- Capocannoniere del Campionato svizzero: 3

1944-1945 (26 reti), 1945-1946 (25 reti), 1950-1951 (22 reti),